# Garajati
Garajati is een bestuurslaag in het regentschap Kuningan van de provincie West-Java, Indonesië. Garajati telt 3762 inwoners (volkstelling 2010).